# 新阿內尼
新阿內尼是摩爾多瓦的城市，也是新阿內尼區的首府，位於該國中部，距離首都基希涅夫36公里，海拔高度39米，主要經濟活動是農業和製造業，2014年人口10,871。

## 友好城市
- 乌克兰 科羅斯堅
- 白俄羅斯 巴布魯伊斯克